# Рус Лаґеркранц
Рус Лаґеркранц (швед. Rose Lagercrantz), до шлюбу Шмідт (швед. Schmidts; нар. 12 червня 1947, Стокгольм) — шведська письменниця.

## Життєпис
Мати і батько Рус були біженцями. Вони потрапили до Швеції, рятуючись від Другої світової війни. Письменниця тепло згадує своє дитинство і зауважує, що найбільше на формування її світогляду вплинули книжки та великий гай, поряд з яким вона проживала.
У 1966 році 19-річна Рус одружилася зі шведським педіатром Хуго Лагеркранцом у році. У шлюбі народила троє дітей: син Лео, дочка Ребекка, син Самуель[первинне джерело].
Дочка Ребекка проілюструвала деякі книжки матері.
Її перша книга «Tullesommar» була опублікована в 1973 році.
Відтоді вона написала кілька десятків книг для дітей, молоді та дорослих. Значна частина книг була відзначена нагородами. Твори письменниці були перекладені англійською, німецькою, українською корейською, японською, італійською, польською та словацькою мовами.
Українською мовою книги опублікувало видавництво Крокус, переклала зі шведської — Галина Кирпа.